# Олденборстел
Олденборстел (њем. Oldenborstel) општина је у њемачкој савезној држави Шлезвиг-Холштајн. Једно је од 112 општинских средишта округа Штајнбург. Према процјени из 2010. у општини је живјело 122 становника. Посједује регионалну шифру (AGS) 1061081.

## Географски и демографски подаци
Олденборстел се налази у савезној држави Шлезвиг-Холштајн у округу Штајнбург. Општина се налази на надморској висини од 18 метара. Површина општине износи 4,2 km². У самом мјесту је, према процјени из 2010. године, живјело 122 становника. Просјечна густина становништва износи 29 становника/km².